# Бернхард, Рольф
Рольф Бернхард (нем. Rolf Bernhard; род. 13 декабря 1949, Фрауэнфельд) — швейцарский легкоатлет, специалист по прыжкам в длину. Выступал за сборную Швейцарии по лёгкой атлетике в 1972—1983 годах, чемпион Европы в помещении, победитель и призёр ряда крупных международных турниров, бывший рекордсмен страны, участник трёх летних Олимпийских игр.

## Биография
Рольф Бернхард родился 13 декабря 1949 года в городе Фрауэнфельд кантона Тургау, Швейцария. Занимался лёгкой атлетикой в местном клубе ATV Satus Frauenfeld.
Первого серьёзного успеха в прыжках в длину добился в сезоне 1972 года, когда с результатом 7,87 выиграл домашние соревнования в Базеле. Благодаря череде успешных выступлений вошёл в состав швейцарской сборной и удостоился права защищать честь страны на летних Олимпийских играх в Мюнхене — на предварительном квалификационном этапе прыгнул на 7,68 метра, чего оказалось недостаточно для выхода в финал.
В 1974 году представлял Швейцарию на чемпионате Европы в Риме, где занял итоговое пятое место.
В 1975 году выиграл домашний турнир в Берне, впервые преодолев отметку в 8 метров (8,06), а затем стал серебряным призёром на Мировом классе в Цюрихе. По итогам сезона был признан лучшим спортсменом Швейцарии.
Принимал участие в Олимпийских играх 1976 года в Монреале — в финале прыжков в длину показал результат 7,74 метра, расположившись в итоговом протоколе соревнований на девятой строке.
В 1977 году закрыл десятку сильнейших на чемпионате Европы в помещении в Сан-Себастьяне.
В 1980 году был восьмым на чемпионате Европы в помещении в Зиндельфингене. Благополучно прошёл отбор на Олимпийские игры в Москве, где с результатом 7,88 вновь стал в прыжках в длину девятым.
В 1981 году одержал победу на чемпионате Европы в помещении в Гренобле. На международном турнире в австрийском Эбензе превзошёл всех соперников и установил свой личный рекорд в прыжках в длину на открытом стадионе — 8,14 метра. На то время это был рекорд Швейцарии — он впоследствии продержался 22 года, пока его не превзошёл Жульен Фиваз.
На чемпионате Европы в помещении 1982 года в Милане получил серебро, уступив только восточногерманскому прыгуну Хенри Лаутербаху. На чемпионате Европы в Афинах занял девятое место.
В 1983 году Бернхард отметился победой на Бислеттских играх в Осло и на этом завершил спортивную карьеру.